# Detlef Lewe
Detlef Lewe (Dortmund, 20 de junio de 1939-Múnich, 1 de octubre de 2008) fue un deportista alemán que compitió para la RFA en piragüismo en la modalidad de aguas tranquilas.
Participó en cuatro Juegos Olímpicos de Verano entre los años 1960 y 1972, obteniendo dos medallas, plata en México 1968 y bronce en Múnich 1972. Ganó cuatro medallas en el Campeonato Mundial de Piragüismo entre los años 1963 y 1971, y tres medallas en el Campeonato Europeo de Piragüismo entre los años 1963 y 1967.

## Palmarés internacional
| Juegos Olímpicos   | Juegos Olímpicos          | Juegos Olímpicos  | Juegos Olímpicos |
| Año                | Lugar                     | Medalla           | Competición      |
| ------------------ | ------------------------- | ----------------- | ---------------- |
| 1968               | Ciudad de México (México) | Medalla de plata  | C1 1000 m        |
| 1972               | Múnich (RFA)              | Medalla de bronce | C1 1000 m        |
| Campeonato Mundial |                           |                   |                  |
| Año                | Lugar                     | Medalla           | Competición      |
| 1963               | Jajce (Yugoslavia)        | Medalla de plata  | C1 1000 m        |
| 1966               | Berlín Oriental (RDA)     | Medalla de oro    | C1 1000 m        |
| 1971               | Belgrado (Yugoslavia)     | Medalla de oro    | C1 500 m         |
| 1971               | Belgrado (Yugoslavia)     | Medalla de oro    | C1 1000 m        |
| Campeonato Europeo |                           |                   |                  |
| Año                | Lugar                     | Medalla           | Competición      |
| 1963               | Jajce (Yugoslavia)        | Medalla de plata  | C1 1000 m        |
| 1965               | Bucarest (Rumania)        | Medalla de oro    | C1 1000 m        |
| 1967               | Duisburgo (RFA)           | Medalla de oro    | C1 1000 m        |